# أندريا فيشر
أندريا فيشر (بالألمانية: Andrea Fischer) (و. 1960  م) هي مقدمة تلفزيونية، وسياسية، وصحفية، واقتصادية ألمانية، ولدت في آرنسبرغ، تحالف '90 / الخضر، شاركت في الانتخابات الرئاسية الألمانية 1999 ‏.

## مناصب
تولت منصب عضو في البوندستاغ الألماني (10 نوفمبر 1994–26 أكتوبر 1998).

## التعليم
تعلمت في جامعة برلين الحرة.

## روابط خارجية
- أندريا فيشر على موقع IMDb (الإنجليزية)
- أندريا فيشر على موقع مونزينجر (الألمانية)